# Pies Descalzos
Pies Descalzos (română: Picioare goale) este albumul oficial de debut al cântăreței columbiene Shakira, lansat în 1996. Acesta este considerat în general a fi albumul ei de descoperire, din cauza eșecului comercial al celor două albume anterioare. Albumul a fost vândut în peste 5 milioane de exemplare în întreaga lume. Albumul conține hiturile single "Estoy aqui" și "¿Donde estas Corazón?".

## Melodii single
- "¿Dónde Estás Corazón?" (1995)
- "Estoy Aquí" (1996)
- "Pies Descalzos, Sueños Blancos" (1996)
- "Un Poco de Amor" (1996)
- "Antología" (1997)
- "Se Quiere, Se Mata" (1997)

## Topuri
| Top (1996)                            | Poziție ocupată |
| ------------------------------------- | --------------- |
| German Albums Chart                   | 71              |
| U.S. Billboard Hot Heatseekers Albums | 34              |
| U.S. Billboard Latin Albums           | 5               |
| U.S. Billboard Latin Pop Albums       | 3               |

## Certificare
| Țară      | Certificare |
| --------- | ----------- |
| Argentina | 2x Platină  |